# Tetrápodes do Período Carbonífero
Os tetrápodes do Período Carbonífero incluem anfíbios, reptiliomorphos, répteis e sinapsídeos que viveram no Período Carbonífero.
Durante todo esse tempo, os anfíbios (incluindo muitos grupos extintos sem nenhuma relação direta com os anfíbios atuais, referidos como "tetrápodes basais") foram os tetrápodes predominantes, e incluiam os Temnospondyli, Lepospondyli, Reptiliomorphos e Batrachossauros. 
Os primeiros amniotas apareceram durante a metade do Período Carbonífero, no Pensilveniano, e incluiam os répteis e os sinapsídeos (antecessores dos mamíferos, não são mais considerados como "répteis verdadeiros", mas foi no final do Carbonífero que os répteis começaram á se diversificar.

## Classificação dos Tetrápodes Carboníferos
- Os Tetrápodes basais (ainda não eram anfíbios)
  - Família Whatcheeriidae
  - Família Crassigyrinidae
  - Família Loxommatidae
  - Família Colosteidae (esses sim eram anfíbios verdadeiros)
  - Família Caerorhachidae
- Classe Anfíbios
  - Ordem Temnospondily
    - Família Dendrerpetontidae
    - Família Cochleossauros
    - Família Eryopidae
    - Família Dissorophidae

  - Família Ophiderpetontidae
  - Ordem Nectridea
  - Ordem Microssauros
    - Michobranchis
    - Pantylus
- Reptiliomorphos
  - Anthracossauros
  - Proterogyrinidae
  - Eogyrinidae
  - Archeriidae
  - Seymouriamorpha
    - Discosauriscidae

  - Diadectidae
  - Todos os amniota do carbonífero podem constar nesta lista, visto que os amniota são reptiliomorphos
- Reptiliomorphos de classificação incerta
  - Westlothiana
- Répteis Eureptilia basais
  - Captorhinidae (em algumas classificações aparecem como répteis, em outras como reptiliomorphos)
  - Protorothyrididae
    - Hylonomus (o réptil mais antigo conhecido até hoje)
- Diapsídeos primitivos
  - Araeoscelidia
- Pelicossauros
  - Varanopidae
  - Ophiacodontidae
  - Edaphosauridae
  - Sphenacodontidae